# Camp de Porta Westfalica-Hausberge
 (octobre 2024).
Si vous disposez d'ouvrages ou d'articles de référence ou si vous connaissez des sites web de qualité traitant du thème abordé ici, merci de compléter l'article en donnant les références utiles à sa vérifiabilité et en les liant à la section « Notes et références ».
Le camp de Porta Westfalica-Hausberge est une unité de travail forcé dépendante du camp de concentration de Neuengamme et composée de déportées affectées, au profit de la firme Philips, à la production de tubes électroniques et d'ampoules électriques.
Mi-février 1945, l'entreprise Philips-Valvo-Röhrenwerke emploie, à Porta Westfalica, environ 1 000 détenues du camp de Hausberge. Elles viennent d’Auschwitz, de Horneburg, de Neuengamme, de Reichenbach et de Groß-Rosen, et sont Juives hongroises et néerlandaises pour la plupart. 
Depuis octobre 1944, l’entreprise Philips installe à Porta Westfalica, dans les galeries supérieures dans la montagne du Jakobsberg aménagées par d'autres Kommandos, des ateliers de fabrication d’appareils de communication pour la Wehrmacht. 

## Évacuation
Le 1er avril 1945, le camp est évacué et les déportées prennent la direction du Nord. Certaines arrivent au camp du Kommando extérieur de Salzwedel où elles sont libérées, le 14 avril, par les troupes américaines. D’autres atteignent Hambourg, via les Kommandos extérieurs de Fallersleben et Helmstedt-Beendorf. Elles sont libérées fin avril/début mai 1945.

## Mémorial
En 1992, la ville de Porta Westfalica fait apposer, dans le quartier de Barkhausen, une plaque qui rappelle le travail des détenus dans les galeries souterraines, mais il n'existe pas de mémorial spécifique pour les Kommandos féminins.
En mai 2014 a été inauguré un sentier mémoriel appelé jalonné de panneaux qui documentent ce qui s’est passé en 1944 et 1945 dans les kommandos extérieurs de Porta Westfalica.